# جو ای. تاتا
جو ای. تاتا (انگلیسی: Joe E. Tata) (زادهٔ ۱۳ سپتامبر ۱۹۳۶ – درگذشتهٔ ۲۴ اوت ۲۰۲۲) بازیگر اهل ایالات متحده آمریکا بود.
از فیلم‌ها یا برنامه‌های تلویزیونی که وی در آنها نقش داشته‌است می‌توان به بتمن، ۹۰۲۱۰، بورلی هیلز، ۹۰۲۱۰، افسون‌شده، کارآگاه راکفورد و گمشده در فضا اشاره کرد.:768:769